# Luís de Almeida Cabral
Luís de Almeida Cabral (Bissau, 10. travnja 1931. – Torres Vedras, 30. svibnja 2009.), afrički političar i državnik, prvi predsjednik neovisne 
Gvineje Bisau (1973. – 1980.).

## Životopis
Njegov polubrat je bio Amílcar Cabral, osnivač stranke PAIGC. Nakon što su Amilcara ubili u Gvineji, preuzima vodstvo stranke i pobjeđuje na izborima za predsjednika države. Neovisnost iste je jednostrano proglašena 1973. godine, a godinu dana kasnije portugalske kolonijalne vlasti priznale su Gvineju Bisau. Za to je zaslužna Revolucija karanfila kojom je Nova Država prestala postojati.  
Počeo je projekt nacionalne obnove i razvoja, a mnoge socijalističke i nesvrstane zemlje su također priznale neovisnost. 
Zemlja je bila mirna neko vrijeme, ali kada su se pojavile sumnje i nestabilnosti unutar stranke zbog navodne Cabralove želje za dominacijom u hijerarhiji, izvršen je državni udar kojim je predsjednik srušen i zatvoren na 13 mjeseci. Udar je predvodila vojska. Na kraju je pušten, ali i prognan. Najprije na Kubu, koja se ponudila da ga prihvati, a potom u Portugal gdje su mu vlasti omogućile da s obitelji ostane i do dana današnjega. 1999., nakon gotovo 20 godina izbjeglištva, vratio se nakratko u domovinu kada je svrgnut João Bernardo Vieira.